# Джелкую
Джелкую́ (укр. Джелкую, крымскотат. Cel Quyu, Джель Къую) — исчезнувшее село в Красногвардейском районе Республики Крым, располагавшееся на юге района, в степной части Крыма, на правом берегу Салгира, примерно в 1,5 км к югу от села Пятихатка.

## История
Немецкая колония Джелкую в Табулдинской волости Симферопольского уезда возникла, видимо, в начале XX века, так как в «…Памятной книжке Таврической губернии на 1900 год» ещё не числится, а в Статистическом справочнике  Таврической губернии. Ч.II-я. Статистический очерк, выпуск шестой Симферопольский уезд, 1915 год в Табулдинской волости Симферопольского уезда уже значится деревня Джан-Куи и экономия Голубова Н.А. того же названия в которых числилось 15 дворов со смешанным населением в количестве 101 человека приписных жителей и 31 — «посторонний».
После установления в Крыму Советской власти и учреждения 18 октября 1921 года Крымской АССР, в составе Симферопольского уезда был образован Биюк-Онларский район, в состав которого включили село. В 1922 году уезды получили название округов. 11 октября 1923 года, согласно постановлению ВЦИК, в административное деление Крымской АССР были внесены изменения, в результате которых был ликвидирован Биюк-Онларский район и село включили в состав Симферопольского. Согласно Списку населённых пунктов Крымской АССР по Всесоюзной переписи 17 декабря 1926 года, в селе Джелкую, Бешуй-Элинского сельсовета Симферопольского района, числилось 19 дворов, все крестьянские, население составляло 105 человек, из них 85 немцев, 29 русских, 1 записан в графе «прочие». Постановлением КрымЦИКа «О реорганизации сети районов Крымской АССР» от 15 сентября 1930 года был вновь создан Биюк-Онларский район, теперь как национальный (лишённый статуса национального постановлением Оргбюро ЦК КПСС от 20 февраля 1939 года) немецкий (указом Президиума Верховного Совета РСФСР № 621/6 от 14 декабря 1944 года переименованный в Октябрьский), село включили в его состав. В последний раз Джелкую встречается на двухкилометровке РККА 1942 года.
Вскоре после начала Великой Отечественной войны, 18 августа 1941 года крымские немцы были выселены, сначала в Ставропольский край, а затем в Сибирь и северный Казахстан. Видимо, опустевшее после депортации село не возрождали, так как в дальнейшем в доступных источниках не встречается.